# Philips Medizin Systeme
L'azienda tedesca Philips Medical Systems Development and Manufacturing Centre (DMC) GmbH (Philips Medical Systems) si occupa di tecnologia medica, fa parte del gruppo olandese Koninklijke Philips N.V. (Royal Philips N.V., Philips) attraverso la divisione Philips Healthcare. Philips Medical Systems fa risalire la sua origine alla produzione del tubo radiogeno (Röntgenröhr) con la storica sede di Röntgenstraße a Amburgo-Fuhlsbüttel. L'origine della Philips Medical Systems del 1987 riporta alla storica firma C.H.F. Müller, già parte di Philips dal 1927.

## Storia

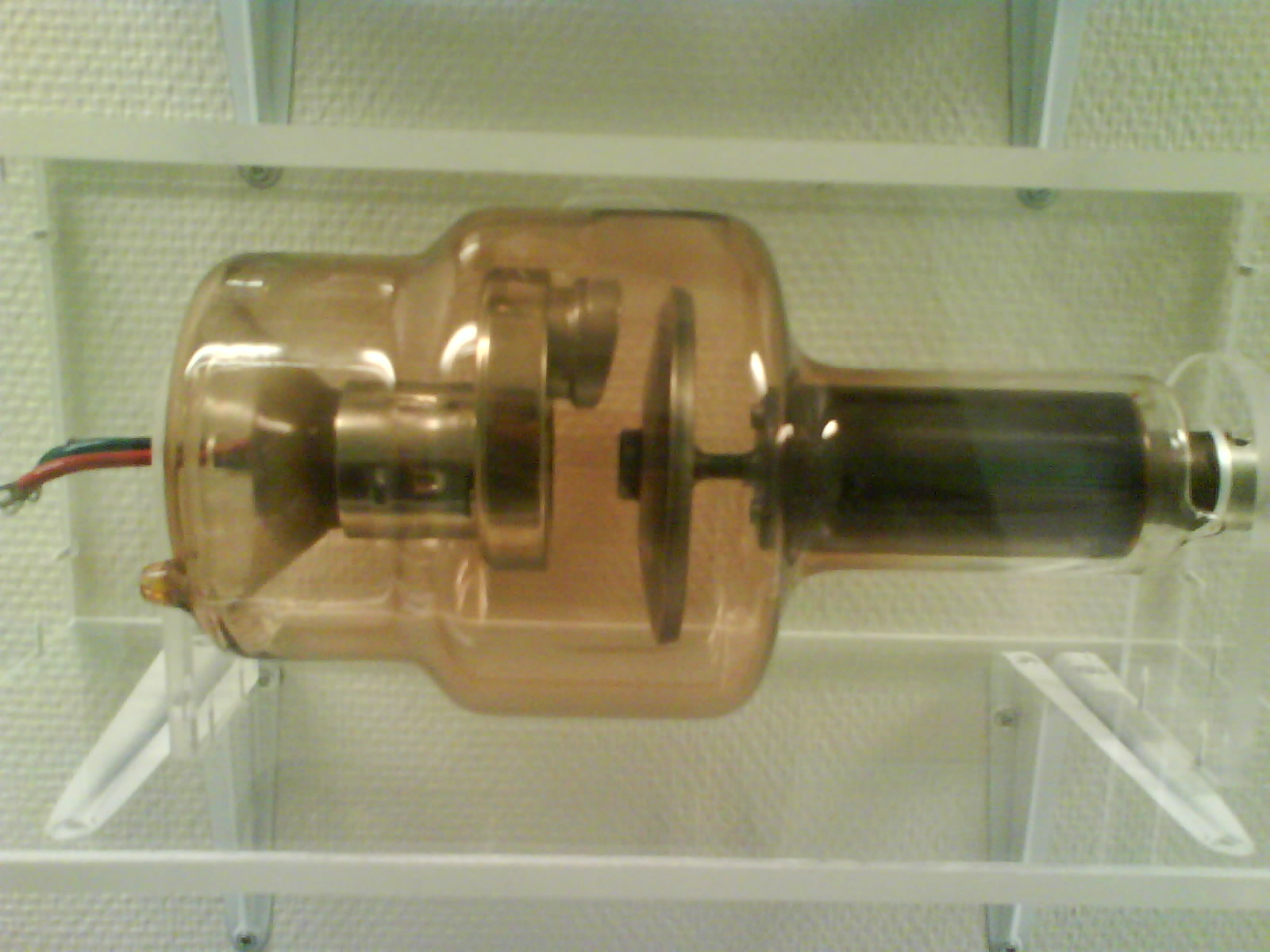
Tubo radiogeno Philips

Il fondatore della C.H.F. Müller, Carl Heinrich Florenz Müller, fu il costruttore del primo tubo radiogeno, utilizzato per uso medico. Wilhelm Conrad Röntgen fu lo scopritore l'8 novembre 1895 dei raggi Röntgen, e non registrò nessun brevetto, e nel 1896 iniziò la produzione di tubi a Amburgo. Sei settimane dopo venne consegnato il primo esemplare di tubo radiogeno della C.H.F. Müller alla Universitätsklinikum Hamburg-Eppendorf. Fu il primo impiego medicale del mondo. La „C.H.F. Müller Röntgenwerk“  dal 1924 iniziò anche con il marchio Valvo  la produzione di valvole termoioniche nel nascente ambito delle radio.
La Philips iniziò lo sviluppo di tubi radianti dal 1917, iniziano a produrli tre anni dopo nel 1920, e il primo commercializzato nel 1922. Il 17 aprile 1927 la C.H.F. Müller, posseduta dal 1909 dal chimico Max Liebermann, con le società Radio Röhrenfabrik GmbH („Valvo“) diventa della Philips AG sotto il nome „C.F.H. Müller Unternehmensbereich der Philips GmbH“. La lunga esperienza della C.H.F. Müller nel settore dei tubi radianti e della Philips di Eindhoven permise al gruppo di entrare nel settore della tecnologia medica con successo.

## Settori
Presso la DMC vi sono due settori distinti:

### Imaging Components (IC)
Vengono prodotti generatori e componenti per diagnostica per immagini.
Amburgo è la sede della ricerca e sviluppo e la produzione di oltre 100 prodotti. Altre sedi sono  Suzhou, Shenyang e Best (Paesi Bassi).

### Diagnostic X-ray (DXR)
- Radiografia digitale
- Radiografia analogica
- Radiografia mobile
- Radiografia universale/Fluoroscopia

Amburgo è la sede mondiale di tutto lo sviluppo e della produzione della divisione, con oltre 30 prodotti. Altre sedi sono Suzhou, Belo Horizonte, Pune, Mumbai e Solna.